# マニョニ
マニョニは、タンザニア中部のシンギダ州に属する町の1つである。

## 地理・交通

### 鉄道
西のタボーラ州の州都であるタボラと、東のタンザニアの首都であるドドマなどと結ぶ、鉄道路線の中央線がマニョニを通っている。マニョニには駅が設置されており、中央線内における主要駅の1つとして数えられる。マニョニからは、シンギダ州の州都であるシンギダへの鉄道路線が分岐している。

タンザニアの鉄道路線の概略図。タボーラ州の州都のTaboraと、タンザニアの首都であるDodomaとの間に、マニョニは位置する。なお、この図では省略されているものの、マニョニからは支線が分岐している。

### 道路
タンザニア東部のモロゴロ州の州都であるモロゴロを起点として、タンザニアの北西に位置するルワンダとの国境を結ぶ幹線道路で、舗装もされているT3号線が、マニョニを通っている。

## 人口
マニョニの2012年の人口は、25,505人であった。